# Беттинген (Айфель)
Беттинген (нем. Bettingen) — община в Германии, в земле Рейнланд-Пфальц.
Входит в состав района Айфель-Битбург-Прюм. Подчиняется управлению Битбург-Ланд. Население составляет 1002 человека (на 31 декабря 2010 года). Занимает площадь 7,25 км².